# Система развлечений на борту
Система развлечений на борту — технические устройства, обеспечивающие пассажиров гражданской авиации развлечениями во время полёта.
Первый фильм во время полёта был показан в 1921 году на борту самолета американской авиакомпании Aeromarine Airways. Однако этот полёт был «полетом ради полета» вокруг Чикаго, а фильм представлял собой видеоэкскурсию.
На «настоящих» рейсах фильмы начали демонстрировать в 1925 году — на рейсах Imperial Airways из Лондона в Париж демонстрировали немой фильм «Затерянный мир».

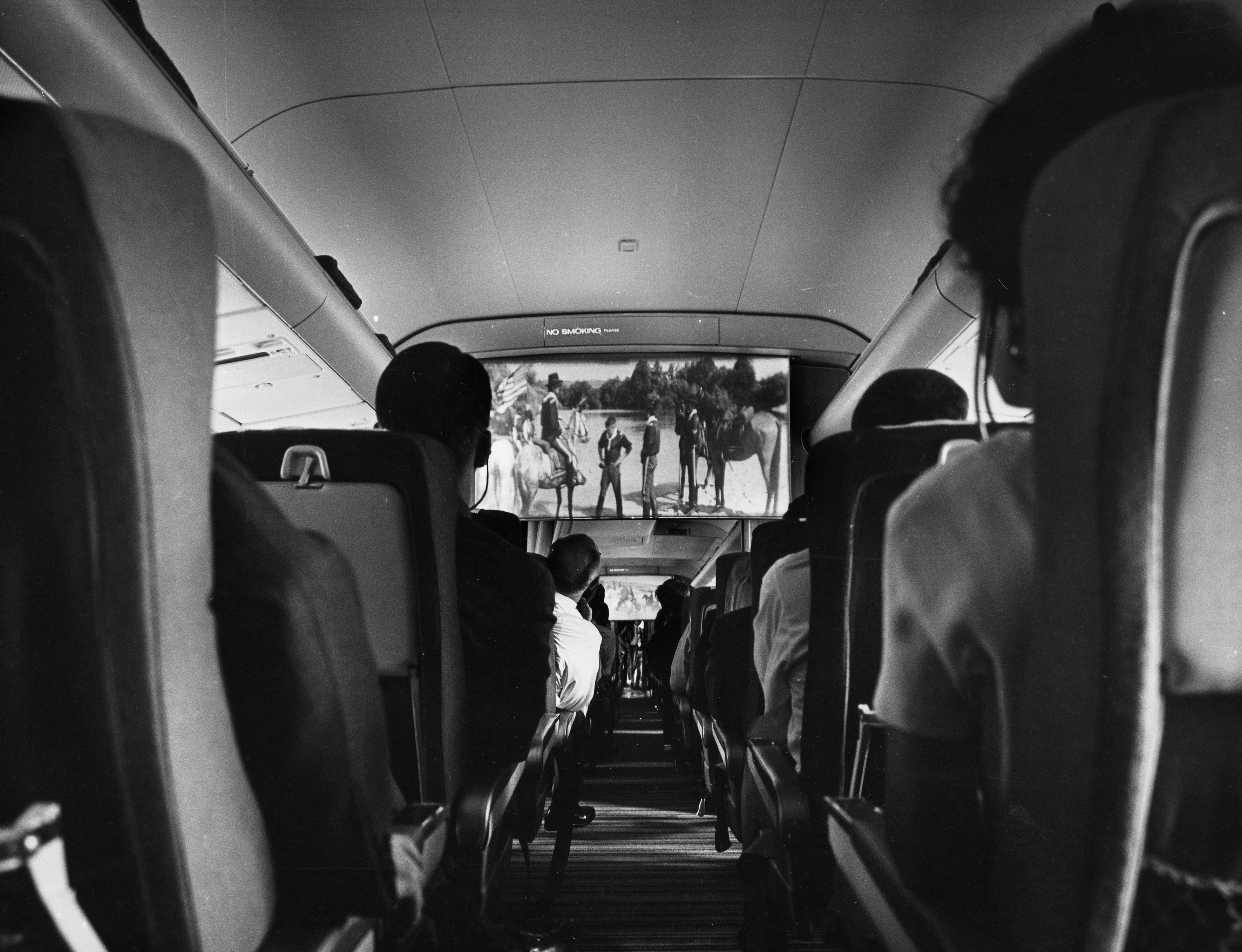
Показ фильма в самолёте DC-8 компании SAS, 1968 год

В 1932 году в самолете компании Western Air Express в США впервые показали телевизионную трансляцию с земли.
Массово фильмы во время полёта стали демонстрировать в 1960-х годах, когда компания Inflight Motion Pictures стала производить специальные кинопроекторы для самолетов. Их демонстрировали на одном экране в начале салона, но к концу 1960-х годов стали применять видеомагнитофоны, что позволило разместить в потолке несколько мониторов и сделать просмотр удобным для всех пассажиров.
В 1988 году на рейсах авиакомпании Northwest Airlines в самолётах Boeing 747 в спинках кресел появились маленькие экраны, на которых каждый из пассажиров мог смотреть один из шести каналов. В 1989 году на самолётах British Airways в салоне первого класса были установлены видеодвойки, и пассажирам на выбор предлагалась одна из 50 видеокассет.

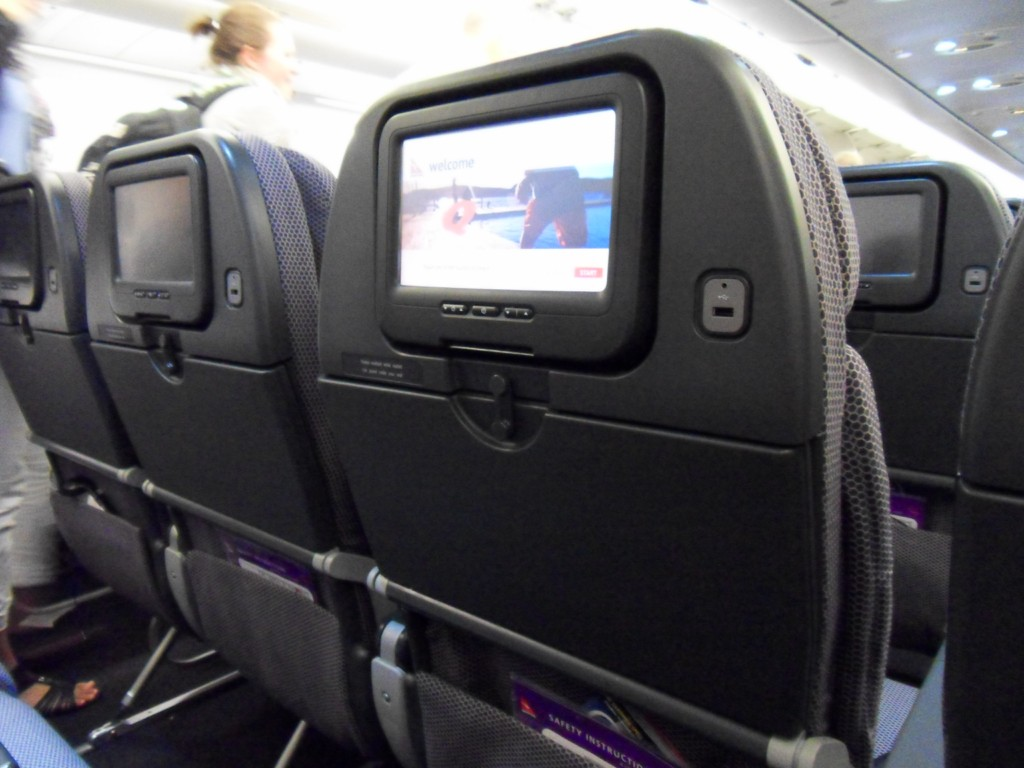
Современная система развлечений на самолёте A330 компании Qantas

В 2003 году появилась цифровая система, которая позволила добавить к видео- и аудиоконтенту интерактивный — например, видеоигры.